# Prolapse rectal
El prolapse rectal es dona quan les parets rectals s'han prolapsat fins al punt en què surten de l'anus i són visibles fora del cos. Tot i això, la majoria dels investigadors coincideixen que hi ha entre 3 i 5 tipus diferents de prolapse rectal, segons si la secció prolapsada és visible a l'exterior i si hi ha un gruix total o solament parcial de la paret rectal.
El prolapse rectal pot no donar cap símptoma, però depenent de la naturalesa del prolapse pot haver-hi descàrrega mucosa (moc procedent de l'anus), sagnat rectal, graus d'incontinència fecal i símptomes de defecació obstruïda.
El prolapse rectal és generalment més freqüent en dones grans, encara que pot aparèixer a qualsevol edat i en qualsevol dels dos sexes. Molt poques vegades pot posar en perill la vida, però els símptomes poden ser incapacitants si es deixen sense tractar. La majoria dels casos de prolapses externs es poden tractar amb èxit, sovint amb un procediment quirúrgic. Els prolapses interns són tradicionalment més difícils de tractar i la cirurgia pot no ser adequada per a molts pacients.

## Classificació

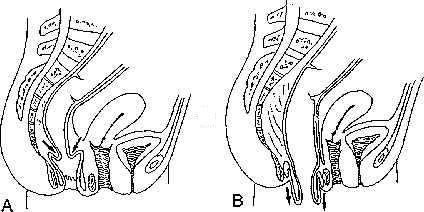
Prolapses rectals A. Intern. B. Extern (complet)

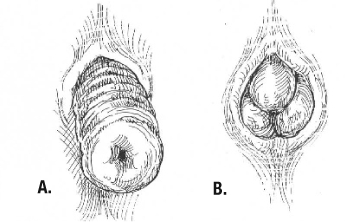
A. Prolapse rectal extern de gruix complet i B. un prolapse mucosa. Observeu la disposició circumferencial dels plecs en prolapse de gruix complet en comparació amb els plecs radials del prolapse mucós.

Els diferents tipus de prolapse rectal poden ser difícils de comprendre, ja que s'utilitzen diferents definicions i alguns reconeixen alguns subtipus i d'altres no. Essencialment, poden existir prolapses rectals
- de gruix complet, on totes les capes de la paret rectal prolapsen o parcial quan només impliquen la capa mucosa.
- externs si sobresurten de l'anus i són visibles externament, o interns si no ho fan.
- circumferencial, quan es prolapsa tota la circumferència de la paret rectal o segmental si només prolapsen parts de la circumferència de la paret rectal.
- present en repòs o que es produeix durant l'esforç.